# Agnes von Krusenstjerna
Agnes Julie Fredrika von Krusenstjerna (officiellt efternamn från 1921: Sprengel), född 9 oktober 1894 i Växjö, död 10 mars 1940 i Stockholm, var en svensk författare. Hon var en av den svenska mellankrigstidens mest uppmärksammade författare.
von Krusentjernas romaner om kvinnors livsdrömmar, relationer, sexualitet och kringskurna villkor väckte både motstånd och beundran. De gav henne även en obestridlig plats i 1900-talets litterära kanon. Inte minst är hon hågkommen för de sju böckerna i romansviten Fröknarna von Pahlen som gav upphov till en av tidens stora kulturdebatter.

## Biografi

### Bakgrund
von Krusenstjerna föddes i Växjö men växte upp i Gävle och Stockholm. Hon var dotter till överste Ernst von Krusenstjerna och Eva Hamilton, båda av adlig släkt. Hon var även dotterdotters dotter till Erik Gustaf Geijer, dotterdotter till Adolf Ludvig Hamilton, brorsdotter till Edvard von Krusenstjerna och systerdotter till Hugo Hamilton som var morfar till Olof Lagercrantz.
Agnes var yngst av fyra syskon. Hennes far gjorde militär karriär, och efter Växjö flyttade familjen först till Visby och därefter 1904 till Gävle där fadern blev chef för Hälsinge regemente. När han pensionerades 1909 flyttade familjen till Stockholm, och där bodde Agnes von Krusenstjerna sedan fram till sin död 1940.
Under uppväxten var hon elev vid Själanderska flickskolan i Gävle och senare (1909–1911) vid Anna Sandströms högre lärarinneseminarium i Stockholm. 1912–1913 mottog hon privat utbildning i hemmet. I tjugoårsåldern gick hon en utbildning vid Benninge Hemskola utanför Strängnäs. Agnes bror Edvard blev kapten, brodern Gustaf utbildade sig till forstmästare och brodern Adolf var verksam som hovrättsnotarie.
Redan i tonåren uppvisade Agnes von Krusenstjerna de första symptomen på manodepressiv sjukdom. Sjukdomen hade funnits hos flera unga vuxna i hennes släkt, och oron för att själv drabbas märks tidigt. En kort tid, 1914–1915, var hon förlovad med medicinstudenten Gerard Odencrants, men blev samtidigt sjuk och lades in på ett sjukhem för vård. Hon uttryckte tidigt längtan att leva bohemiskt och skriva djärva böcker, en längtan som rimmade illa med hennes konventionella och högborgerliga familjebakgrund.

### Tidig karriär, Sprengel
Agnes von Krusenstjernas mor var dotterdotter till Erik Gustaf Geijer, och många i släkten var konstnärligt och litterärt begåvade. Tidiga inspirationskällor var hennes moster Anna Hamilton Geete som var verksam som översättare och gav ut en uppmärksammad biografi över Geijer, och författaren Helena Nyblom som var vän med Agnes mormor Agnes (Geijer) Hamilton. I sena tonåren inledde Agnes von Krusenstjerna en korrespondens med den internationellt berömda författaren Ellen Key som blev en viktig förebild genom sin radikala syn på äktenskapet och kärleken.
Tjugotre år gammal debuterade hon 1917 som romanförfattare på Bonniers förlag med Ninas dagbok, en lättsamt kåserande roman av flickbokskaraktär. Ett år senare kom hennes andra roman, Helenas första kärlek. Vid denna tid var hon inspirerad av författare som Louisa May Alcott, Selma Lagerlöf, Charles Dickens och Zacharias Topelius. Snart därefter tog sjukdomen ett hårt grepp om henne, och hon lades in på Solna sjukhem där hon kom att vara kvar i nära sju månader; läkardiagnosen löd "hysteri", en åkomma som enbart sattes runt psykiska tillstånd hos kvinnor. Vistelsen satte djupa spår och blev underlag för den gripande skildringen ”Resa till Kejsarens hotell” i hennes första romansvit. De kommande åren tillbringade hon kortare och längre perioder på sjukhus för psykiatrisk vård i Göteborg, Lund och Stockholm samt vid utländska vårdinrättningar. Efter utskrivningen från Solna resten hon till England med sin morbror, som hon "rymde" från och i Manchester lät en ung man från båtresan ta hennes "oskuld".
I början av sin skrivarbana gjorde von Krusenstjerna översättningar av romaner från engelska och tyska och publicerade enstaka noveller. Våren 1921 träffade hon den 14 år äldre kritikern och översättaren David Sprengel. De blev förälskade och gifte sig på hösten. Äktenskapet kantades av slitningar och tal om skilsmässa, men de levde tillsammans till von Krusenstjernas död. Sprengel lade sina egna författarplaner åt sidan och engagerade sig helhjärtat i hustruns författarkarriär.
I mycket skilde sig deras livsinställning och levnadssätt från Agnes familj, och konflikterna ledde så småningom till en brytning mellan dotter och familj. I början av 1930-talet blev deras hem i Stockholm en mötesplats med intensivt festande för den unga författargenerationen: Johannes Edfelt, Gunnar Ekelöf, Eyvind Johnson, Ivar Lo-Johansson, Per Meurling, Vilhelm Moberg med flera. Under 1920- och 1930-talet gjorde paret flera resor till Frankrike, Italien, Grekland och Spanien, där David Sprengel arbetade med översättningar av bland annat Rousseau och von Krusenstjerna skrev på sina romaner.

### Tonytrilogin
Genombrottet kom på 1920-talet, med den första, självbiografiskt inspirerade, romansviten Tony växer upp (1922), Tonys läroår (1924) och Tonys sista läroår (1926). Öppenhjärtigt och psykologiskt skarpsynt skildrar von Krusenstjerna Tony Hastfehrs barndom och ungdomsår i en överklassmiljö, hennes vänskapsrelationer, sexuella uppvaknande och erfarenheter av psykisk sjukdom.
Sviten är en inkännande uppväxtskildring och samling utvecklingsromaner ur barnets perspektiv, och den har beskrivits som von Krusenstjernas första mogna verk. Redan här berör hon ämnen som skulle komma att följa henne under hela det återstående författarskapet och som ofta rörde upp starka känslor hos kritiker och läsare. Hon skildrar Tonys utforskning av sin kropp i puberteten, en tonårsförälskelse mellan två flickor och Tonys psykiska sammanbrott. Andra ämnen i denna "lista" av ämnen som "en fin flicka" inte skulle vara medveten om är prostitution, sinnligt begär och sexuell frustration. Men kritikersuccén var ett faktum, och hon etablerade sig som en av samtidens mest intressanta författare.
Det som förorsakade att just dessa romaner fick stor genomslagskraft var att de var författade med en sexuell öppenhet som under det tidiga 1900-talet var mycket ovanlig. Romanerna skildrar också livet på sinnessjukanstalten Solna sjukhem. Tonyböckerna författades efter att Agnes von Krusenstjerna brutit sig loss från fadershemmet. Hon hade 1921 – samma år som kvinnor i Sverige blev myndiga och fick rösträtt – gifte hon sig med skriftställaren David Sprengel, och han uppmuntrade henne i sin önskan att författa "verkligt djärva böcker".

### Fröknarna von Pahlen
Agnes von Krusenstjernas mest kända romansvit, Fröknarna von Pahlen, utkom i sju volymer 1930–1935 (Den blå rullgardinen, Kvinnogatan, Höstens skuggor, Porten vid Johannes, Älskande par, Bröllop på Ekered och Av samma blod). I sin episka bredd har den jämförts med romanverk av Marcel Proust och Roger Martin du Gard.
Huvudpersoner i denna släktkrönika är Petra von Pahlen och hennes brorsdotter Angela, som Petra adopterat. Genom ett rikt persongalleri och en mängd intrikata kärleks- och vänskapsrelationer skildras fröknarnas livshistoria, deras kamp mot sociala och ideologiska konventioner och deras strävan efter självbestämmande och kärlek på lika villkor. I romansvitens berömda slut upprättar en grupp kvinnor ett kollektiv på Petras gård Eka. Den gravida Angela som lämnat barnafadern föder sin dotter med Petra bredvid sig, som en andra mor i en lycklig familjescen.
Romansvitens explicita skildringar av tabubelagda ämnen som lesbisk kärlek, manlig homosexualitet och incest föranledde Bonniers förlag att avböja publicering av de fyra sista delarna, som i stället kom ut på avantgardeförlaget Spektrum. Sviten gav 1934–1935 upphov till den så kallade Pahlenfejden (även känd som Krusenstjernafejden), en infekterad pressdebatt om gränserna för litteraturens moraliska frihet. Kristna konservativa gick till attack mot den förment omoraliska samtidslitteraturen, medan denna försvarades av de unga modernistiska författarna. Under fejden utsattes både von Krusenstjerna och Bonniers för grova antisemitiska attacker från den nazistiska pressen. Biblioteksbladet kallade romanserien för "En sjuk roman med delvis glänsande partier, men i sitt nuvarande skick oläsbar för en större allmänhet."
I konflikten hade Krusenstjerna stöd av Eyvind Johnson, Johannes Edfelt, Elmer Diktonius och inte minst Karin Boye, som hämtade paralleller från den censur som rådde mot viss litteratur i Nazityskland. Den trängda författarinnan hade också stöd av liberalen Torgny Segerstedt och stöttning från Sprengel, som 1935 kom med den skarpt anlagda försvarsskriften Förläggarna, författarna, kritikerna. Fejden nådde sin klimax 1935 på den diktarkonferens som hölls i Sigtuna, där ett av diskussionsämnena var diktning och moral. En central aspekt i fejden i sin helhet var kvinnors rättighet att uttrycka sig fritt och kampen kring en friare sexualmoral.
Pahlenfejden var enligt många kulturforskare främst ett uttryck för den förändrade och mer konservativa tidsandan, än på något "grövre" litterärt innehåll. Boye skrev 1934 om denna förändring som "En stor rädsla går som en rysning genom världen", och 1920-talets optimism kändes nu långt borta.

### Fattigadel
År 1935 påbörjade Agnes von Krusenstjerna sin sista, kritikerrosade romansvit Fattigadel. Hon hann publicera fyra romaner i den ofullbordade serien: Fattigadel (1935), Dunklet mellan träden (1936), Dessa lyckliga år (1937) och I livets vår (1938). Böckernas förlopp och kronologi har den självbiografiska tonen från Tonyböckerna och närmar sig också vissa av författarinnans släktingar; boken ligger därför nära hennes egen livshistoria. Många namn på romanpersonerna är endast lätt fiktionaliserade och var inte svåra att dechiffrera för den som kände hennes släkt. Sista delen kulminerar i ett självmord som är en omdiktad version av Krusenstjernas kusin Viveca Hamiltons våldsamma suicid 1917, en händelse som hade chockat släkt och familj och som Krusenstjerna hade kommit att se som ett förebud om sin egen neuros.
Hon prövar nya grepp med en ramberättelse och skilda berättelselager. Inspärrad på ett sinnessjukhus i Málaga ser den fyrtioåriga Viveka von Lagercrona tillbaka på sin barndom, och minnena bildar grunden för historien som handlar om hennes vilja till uppbrott ur en traditionsbunden och trångsynt familj. Romanens modersporträtt är skoningslöst och mötte stark kritik.
Fattigadel innehåller Agnes von Krusenstjernas mest feministiska och klasskritiska romaner. Sviten är en könsmedveten motståndshandling i sin skildring av kvinnornas begränsade handlingsfrihet i adelsmiljön och deras lönlösa frihetslängtan i ett patriarkalt samhälle. Den formar sig till ett försvar för konstens och individens frihet i en tid då de fascistiska ideologierna växte sig starka och demokratiska och humanistiska värden var under attack.
Efter I livets vår insjuknade Krusenstjerna. I början av 1940 diagnosticerades hjärntumör, och hon avled kort efter en operation den 9 mars 1940. Hennes mor, som hon ofta hade pekat ut som sin fiende, fanns med vid hennes dödsbädd. Hon är begravd på Norra begravningsplatsen i Stockholm, tillsammans med sin make (som överlevde henne med ett år).

## Eftermäle och i kulturen
Vid debuten 1917, med en (enligt Svenskt biografiskt lexikon) "lätt menlös flickbok", uppmärksammades hon främst såsom dotterdotterdotter till Erik Gustaf Geijer. När hon dog 1940 jämställdes hon av vissa i betydelse med Selma Lagerlöf – båda avled samma månad. Denna resa hade gått via tre stora romansviter: Tonytrilogin, Fröknarna von Pahlen och Fattigadel. Till formen kan de beskrivas som traditionella "herrgårdsromaner", men skildringen av det som doldes under ytan på denna högreståndsmiljö (kvinnors begränsade frihet, homosexualitet, incest och så vidare) gjort böckerna explosiva i sin kulturella miljö.
Som novellist skissar Agnes von Krusenstjerna med lätt hand för att få fram en stämning och fångar sina gestalter i perceptiva karaktärsteckningar och drömsk realism. Hon har jämförts med Pär Lagerkvist, Katherine Mansfield och Guy de Maupassant. I samlingarna En dagdriverskas anteckningar (1923), Händelser på vägen (1929), En ung dam far till Djurgårdsbrunn (1933), Delat rum på Kammakaregatan (1933), och Vivi, flicka med melodi (1936) är motiven ofta kärleksmötet, sveket, ensamheten, längtan och livets korthet. Betydligt råare är hennes enda diktsamling Nunnornas hus (1937) – en modernistiskt fragmentarisk fresk om lidande, förgänglighet och död, skriven när hon var intagen på ett klostersjukhus i Málaga efter ett självmordsförsök.
Trots perioder av svår sjukdom med långvariga vistelser på mentalsjukhus i Sverige och utomlands var von Krusenstjerna en mycket produktiv författare. Under drygt två decennier publicerade hon sjutton romaner, fem novellsamlingar och en diktsamling samt kåserier, resereportage, noveller och dikter i tidningar och tidskrifter. Hennes romaner har getts ut i åtskilliga nyutgåvor och räknas idag till den svenska litteraturens klassiker. År 1964 filmatiserades Pahlensviten av Mai Zetterling i Älskande par och 1984 kom hennes film Amorosa, inspirerad av författarens livshistoria. Med sin sällsamma berättarbegåvning fångar Agnes von Krusenstjerna känslans könspräglade sanningar och utforskar med psykologisk insikt och litterär precision människans väsen med ljuset på kvinnors erfarenheter.
Bland statens porträttsamlingar på Gripsholms slott återfinns ett tecknat porträtt av von Krusenstjerna utförd av Olga Raphael-Hallencreutz 1933. 2016 utkom boken Och jag vet att jag är genial: Agnes von Krusenstjernas brev 1903–1940.

### Romaner
- Ninas dagbok. 1917
- Helenas första kärlek. 1918
- Fru Esters pensionat. 1927

#### Tony-trilogin
- Tony växer upp : scener ur ett barndomsliv. Stockholm: Bonnier. 1922. Libris 17576636. http://hdl.handle.net/2077/38285 – Fulltext hos Litteraturbanken
- Tonys läroår : episoder ur en ungdom. Stockholm: Bonnier. 1924. Libris 17603536. http://hdl.handle.net/2077/38317 – Fulltext hos Litteraturbanken
- Tonys sista läroår : resa till kejsarens hotell. Stockholm: Bonnier. 1926. Libris 17603540. http://hdl.handle.net/2077/38315 – Fulltext hos Litteraturbanken

#### Pahlensviten
- Den blå rullgardinen. Stockholm: Bonnier. 1930. Libris 14635754. http://hdl.handle.net/2077/33558 – Fulltext hos Litteraturbanken
- Kvinnogatan. Stockholm: Bonnier. 1930. Libris 14636654. http://hdl.handle.net/2077/33525 – Fulltext hos Litteraturbanken
- Höstens skuggor. Stockholm: Bonnier. 1931. Libris 14636676. http://hdl.handle.net/2077/33530 – Fulltext hos Litteraturbanken
- Porten vid Johannes. Stockholm: Bonnier. 1933. Libris 14636653. http://hdl.handle.net/2077/33563 – Fulltext hos Litteraturbanken
- Älskande par. Stockholm: Bonnier. 1933. Libris 14636650. http://hdl.handle.net/2077/33573 – Fulltext hos Litteraturbanken
- Bröllop på Ekered. Stockholm: Spektrum. 1935. Libris 17877475. http://hdl.handle.net/2077/38754 – Fulltext hos Litteraturbanken
- Av samma blod. Stockholm: Bonnier. 1935. Libris 17636526. http://hdl.handle.net/2077/38393 – Fulltext hos Litteraturbanken

#### Fattigadel
Seriens egentliga titel är Viveka von Lagercronas historia
- Fattigadel. 1935
- Dunklet mellan träden. Stockholm: Bonniers. 1936. Libris q71lzwfhnk1sc79j. https://gupea.ub.gu.se/2077/78287
- Dessa lyckliga år. Stockholm: Bonniers. 1937. Libris r82mjbx5pgvxt8n5. https://gupea.ub.gu.se/2077/78309
- I livets vår. Stockholm: Bonniers. 1938. Libris fxgjdwqfc3ktggrs. https://gupea.ub.gu.se/2077/76815

### Novellsamlingar
- En dagdriverskas anteckningar. 1923
- Händelser på vägen. 1929
- Delat rum på Kammakaregatan. 1933
- En ung dam far till Djurgårdsbrunn. 1933[25]
- Vivi, flicka med melodi. 1936

### Dikter
- Nunnornas hus : Dikter. 1937

## Utmärkelser och erkännanden[8]
- Albert Bonniers stipendiefond för författare (stipendium 1922, 1924, 1930, 1935, 1937)
- Statliga fonden för stipendier till inhemska skönlitterära författare av utmärkt förtjänst (stipendium 1931–1933)
- Samfundet De Nios stora pris (1933, 1934)
- Stipendiefonden Albert Bonniers 100-årsminne (stipendium 1938)